# Galáxias Markarianas

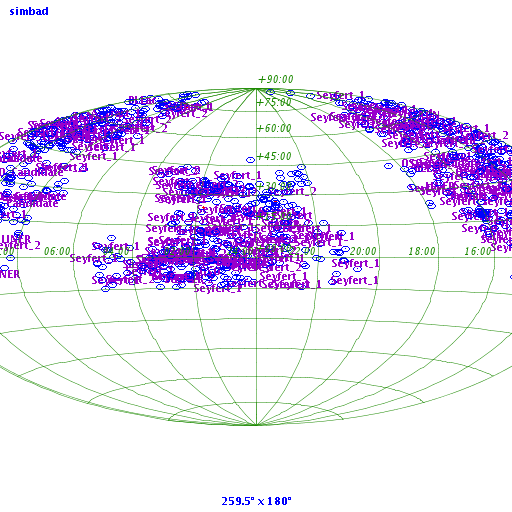
Gráfico do céu mostrando localizações de galáxias Markarianas. A faixa branca se deve à Via Láctea

As galáxias de Markarian ou galáxias Markanianas são uma classe de galáxias que têm núcleos com quantidades excessivas de emissões ultravioleta em comparação com outras galáxias. Benjamin Markarian chamou a atenção para este tipo de galáxias em 1963. Os núcleos dessas galáxias possuem uma cor azul, associada a estrelas nas classes de O a A, mas este núcleo azul não combinava com o resto da galáxia. O espectro em detalhes tende a mostrar um continuum que Markarian concluiu que foi produzido não termicamente.  A maioria deles tem linhas de emissão e são interessantes por causa de sua atividade energética. As entradas do Catálogo Markarian têm a forma "Markarian ####" e podem freqüentemente usar as abreviações Mrk, Mkr, Mkn; e raramente Ma, Mk, Mark.

## História
Em 1964, Markarian decidiu procurar por esse tipo de galáxia. A Primeira Pesquisa de Biuracã começou em 1965 usando o telescópio Schmidt no Observatório de Biuracã. O telescópio usou um espelho de 132 cm e uma placa corretiva de 102 cm. Quando isso começou, era o maior telescópio a ter um prisma objetivo de abertura total. O objetivo da pesquisa era encontrar galáxias com luz ultravioleta em excesso. As ópticas utilizadas foram corrigidas para violeta azul. Os prismas neste tinham uma baixa dispersão de 180 nm/mm para não espalhar muito o espectro do núcleo galáctico e confundi-lo com outros objetos. Isso permitiu a classificação de galáxias com magnitudes até 17.5. Setenta galáxias apareceram nas listas, e o termo "galáxias Markarianas" entrou em uso.  Mais duas listas elevaram o número de galáxias para 302 em 1969. O FBS continuou as observações até 1978 com uma pesquisa completa de espectros em altas latitudes galácticas. Em 1980 viu a conclusão da análise da placa e a seleção dos objetos que seriam incluídos.  Mais doze documentos com objetos da Primeira Pesquisa de Biuracã elevaram a lista para 1.500 galáxias.
Uma lista intitulada Primeira Pesquisa de Biuracã circulada em 1986 incluía as 1.500 galáxias originais e 32 extras numerados de 9001 a 9032. Em 1989, uma lista estendida numerando até 1515 foi publicada.
Em 2005, a Segunda Pesquisa de Biuracã (SBS, SBSSS, BSS, MrkII, Markarian II) foi realizada, estendendo a pesquisa MrkI a objetos mais fracos, fazendo um catálogo de 3563 objetos de 1863 galáxias (SBSG) e 1700 estrelas (SBSS); 761 das galáxias são AGN (155 Seyferts, 596 quasares, 10 blazares).

## Características
Os catálogos de galáxias incluíam um nome, coordenadas, tipo espectral, tamanho visível e tipo morfológico da galáxia. Um designador personalizado para o núcleo da galáxia de s para estrela ou d para difuso foi usado, com híbridos de ds ou sd.  Um dígito 1,2 ou 3 indica emissão de UV forte, moderada ou fraca. E uma letra "e" foi anexada se as linhas de emissão fossem aparentes. Infelizmente, cerca de onze galáxias tinham uma estrela azul em primeiro plano, criando o excesso de ultravioleta, portanto, essas galáxias não se enquadram na classe.  Outro problema são as entradas duplicadas em que Mrk 107 é Mrk 20, Mrk 1318 é Mrk 49 e Mrk 890 é Mrk 503.
Os vários objetos neste catálogo incluem galáxias Seyfert, galáxias starburst, Região H II, núcleos galácticos ativos, objetos BL Lac e quasares.  Alguns objetos são, na verdade, regiões gigantescas de hidrogênio ionizado em uma galáxia incluindo Mrk 59, 71, 86b, 94, 256b, 404, 489b, 1039, 1236, 1315, e 1379a.  Outras galáxias têm buracos negros disparando gás quente em jatos energéticos.  Muitos são variáveis, mostrando que o brilho vem de uma pequena região.

## Publicações listando galáxias Markarianas
| I    | 1-70      | Markaryan, B. E. (1967). "Galaxies with an ultraviolet continuum. I". Astrofizika 3: 24-3. Bibcode:1967Afz.....3...24M.                                                                             | [ 29 ] |
| II   | 71-200    | Markaryan, B. E. (1971). «Galaxies with an ultraviolet continuum. II». Astrophysics. 5 (3). 206 páginas. Bibcode:1969Ap......5..206M. doi:10.1007/BF01004709                                        | [ 30 ] |
| III  | 201-302   | Markaryan, B. E. (1972). «Galaxies with ultraviolet continuum. III». Astrophysics. 5 (4). 286 páginas. Bibcode:1969Ap......5..286M. doi:10.1007/BF01003911                                          | [ 31 ] |
| IV   | 303-401   | Markaryan, B. E.; Lipovetskii, V. A. (1974). «Galaxies with an ultraviolet continuum. IV». Astrophysics. 7 (4). 299 páginas. Bibcode:1971Ap......7..299M. doi:10.1007/BF01003012                    | [ 32 ] |
| V    | 402-507   | Markaryan, B. E.; Lipovetskii, V. A. (1974). «Galaxies with ultraviolet continuum V». Astrophysics. 8 (2). 89 páginas. Bibcode:1972Ap......8...89M. doi:10.1007/BF01002156                          | [ 33 ] |
| VI   | 508-604   | Markaryan, B. E.; Lipovetskii, V. A. (1975). «Galaxies with ultraviolet continuum. VI». Astrophysics. 9 (4). 283 páginas. Bibcode:1973Ap......9..283M. doi:10.1007/BF01002512                       | [ 34 ] |
| VII  | 605-700   | Markaryan, B. E.; Lipovetskii, V. A. (1975). «Galaxies with ultraviolet continuum. VII». Astrophysics. 10 (3). 185 páginas. Bibcode:1974Ap.....10..185M. doi:10.1007/BF01001549                     | [ 35 ] |
| VIII | 701-797   | Markaryan, B. E.; Lipovetskii, V. A. (1977). «Galaxies with an ultraviolet continuum. VIII». Astrophysics. 12 (3). 241 páginas. Bibcode:1976Ap.....12..241M. doi:10.1007/BF01003320                 | [ 36 ] |
| IX   | 798-895   | Markaryan, B. E.; Lipovetskii, V. A. (1977). «Galaxies with an ultraviolet continuum. IX». Astrophysics. 12 (4). 429 páginas. Bibcode:1976Ap.....12..429M. doi:10.1007/BF01000934                   | [ 37 ] |
| X    | 896-995   | Markaryan, B. E.; Lipovetskii, V. A.; Stepanyan, Dzh A. (1978). «Galaxies with ultraviolet continuum. X». Astrophysics. 13 (2). 116 páginas. Bibcode:1977Ap.....13..116M. doi:10.1007/BF01005701    | [ 38 ] |
| XI   | 996-1095  | Markaryan, B. E.; Lipovetskii, V. A.; Stepanyan, Dzh A. (1978). «Galaxies with ultraviolet continuum. XI». Astrophysics. 13 (3). 215 páginas. Bibcode:1977Ap.....13..215M. doi:10.1007/BF01001214   | [ 39 ] |
| XII  | 1096-1194 | Markaryan, B. E.; Lipovetskii, V. A.; Stepanyan, Dzh A. (1979). «Galaxies with ultraviolet continuum. XII». Astrophysics. 15 (2). 130 páginas. Bibcode:1979Ap.....15..130M. doi:10.1007/BF01006033  | [ 40 ] |
| XIII | 1195-1302 | Markaryan, B. E.; Lipovetskii, V. A.; Stepanyan, Dzh A. (1980). «Galaxies with ultraviolet continuum. XIII». Astrophysics. 15 (3). 235 páginas. Bibcode:1979Ap.....15..235M. doi:10.1007/BF01004367 | [ 41 ] |
| XIV  | 1303-1399 | Markaryan, B. E.; Lipovetskii, V. A.; Stepanyan, Dzh A. (1980). «Galaxies with ultraviolet continuum. XIV». Astrophysics. 15 (4). 363 páginas. Bibcode:1979Ap.....15..363M. doi:10.1007/BF01005372  | [ 42 ] |
| XV   | 1400-1500 | Markaryan, B. E.; Lipovetskii, V. A.; Stepanyan, Dzh A. (1982). «Galaxies with ultraviolet continuum. XV». Astrophysics. 17 (4). 321 páginas. Bibcode:1981Ap.....17..321M. doi:10.1007/BF01004228   | [ 43 ] |

## Gallery

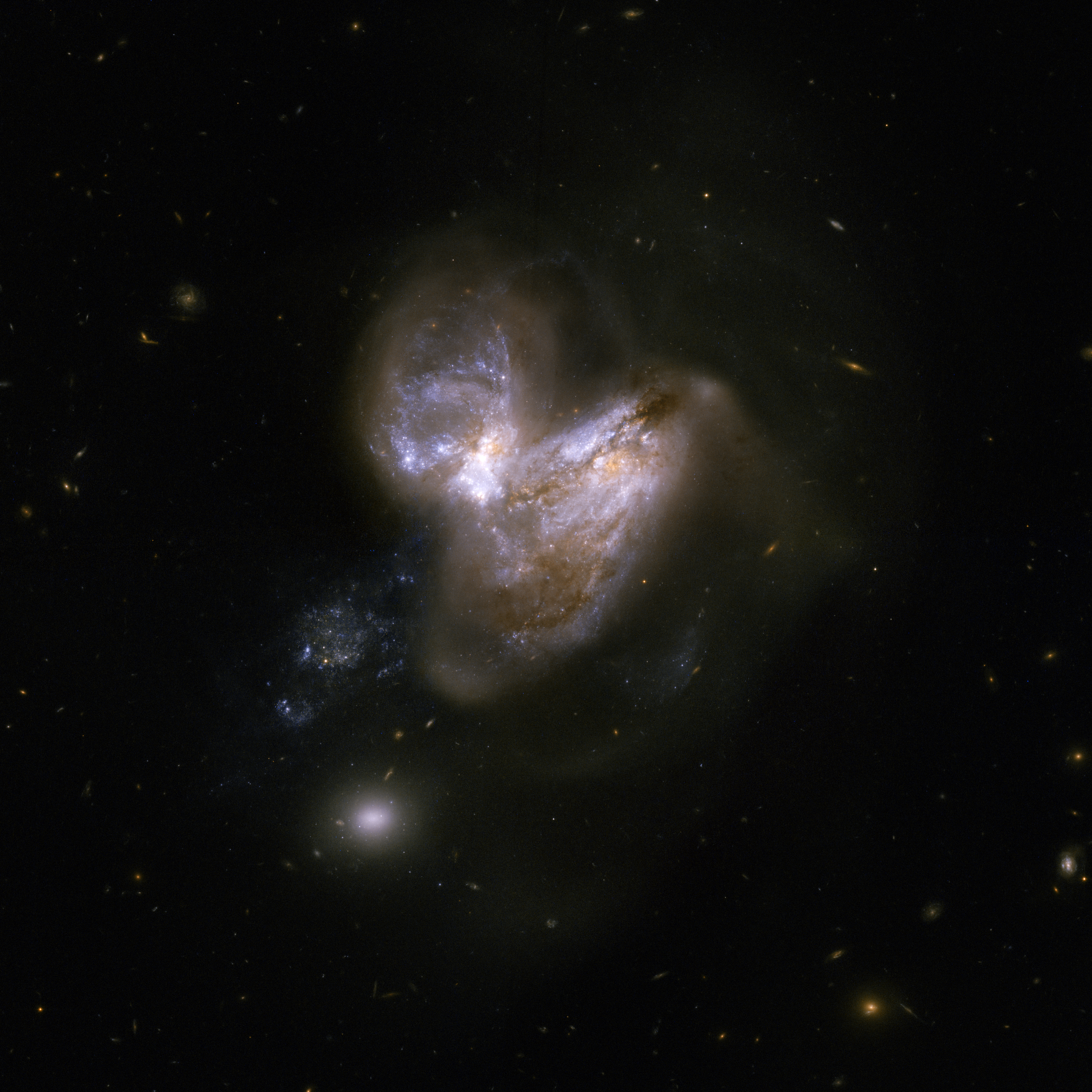
171
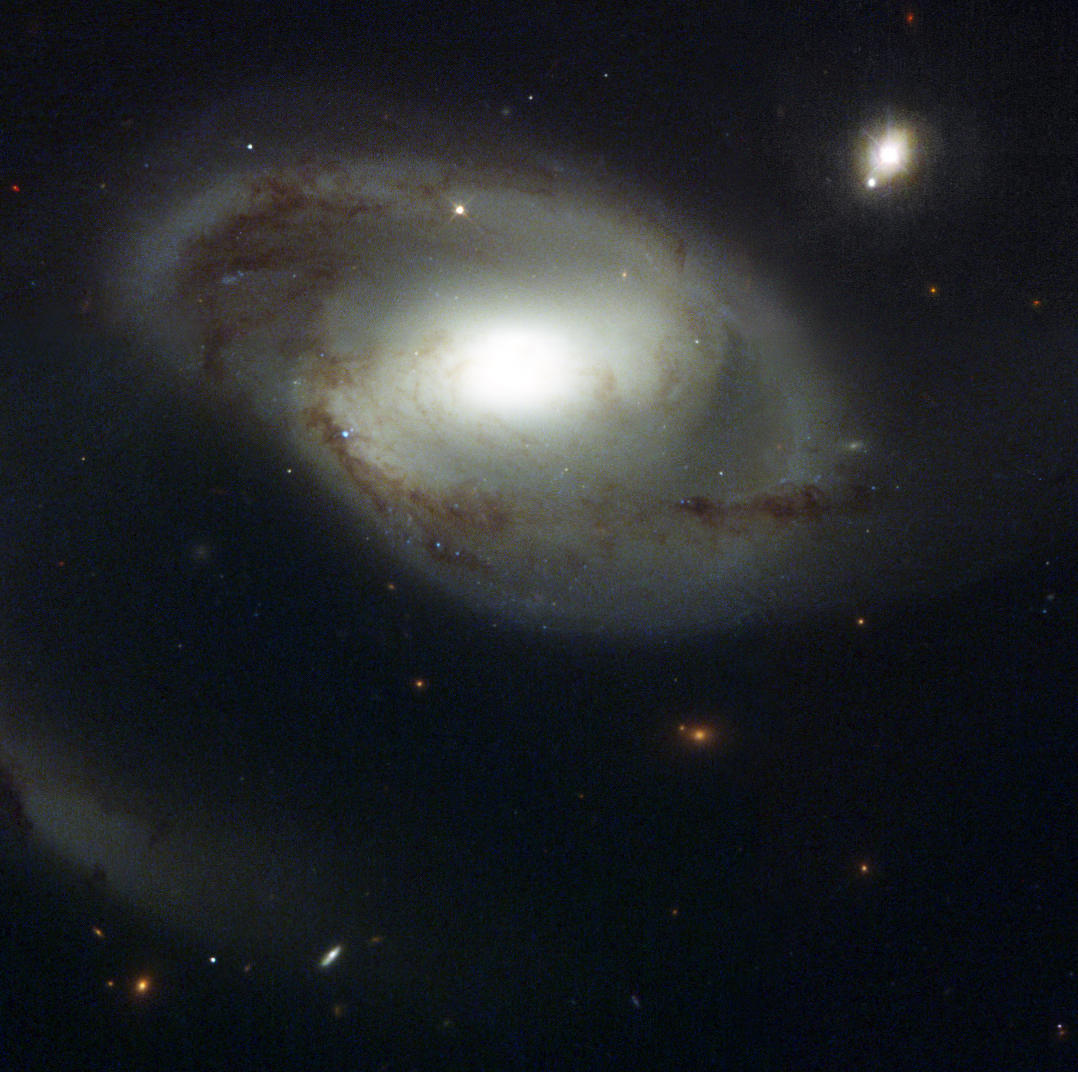
205
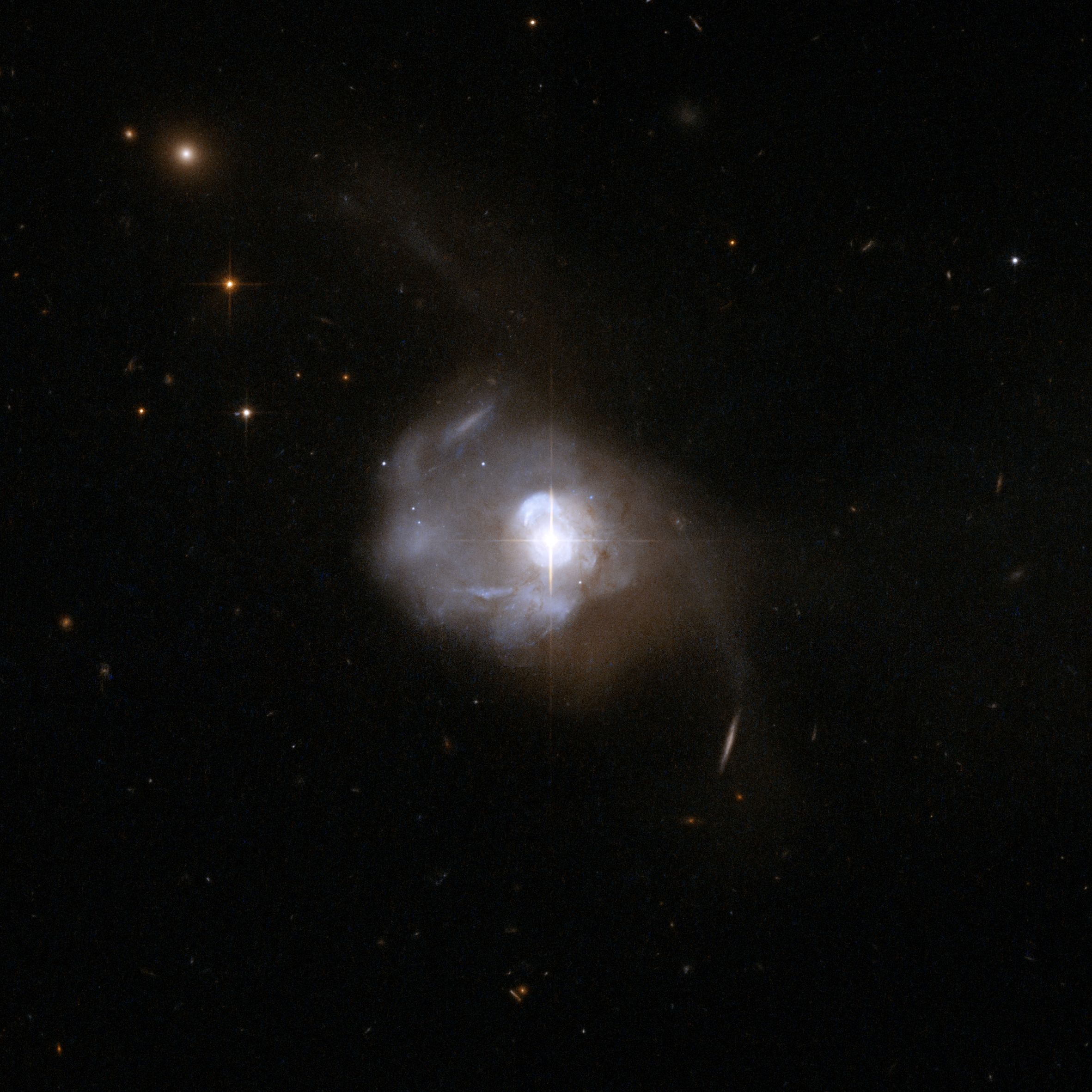
231
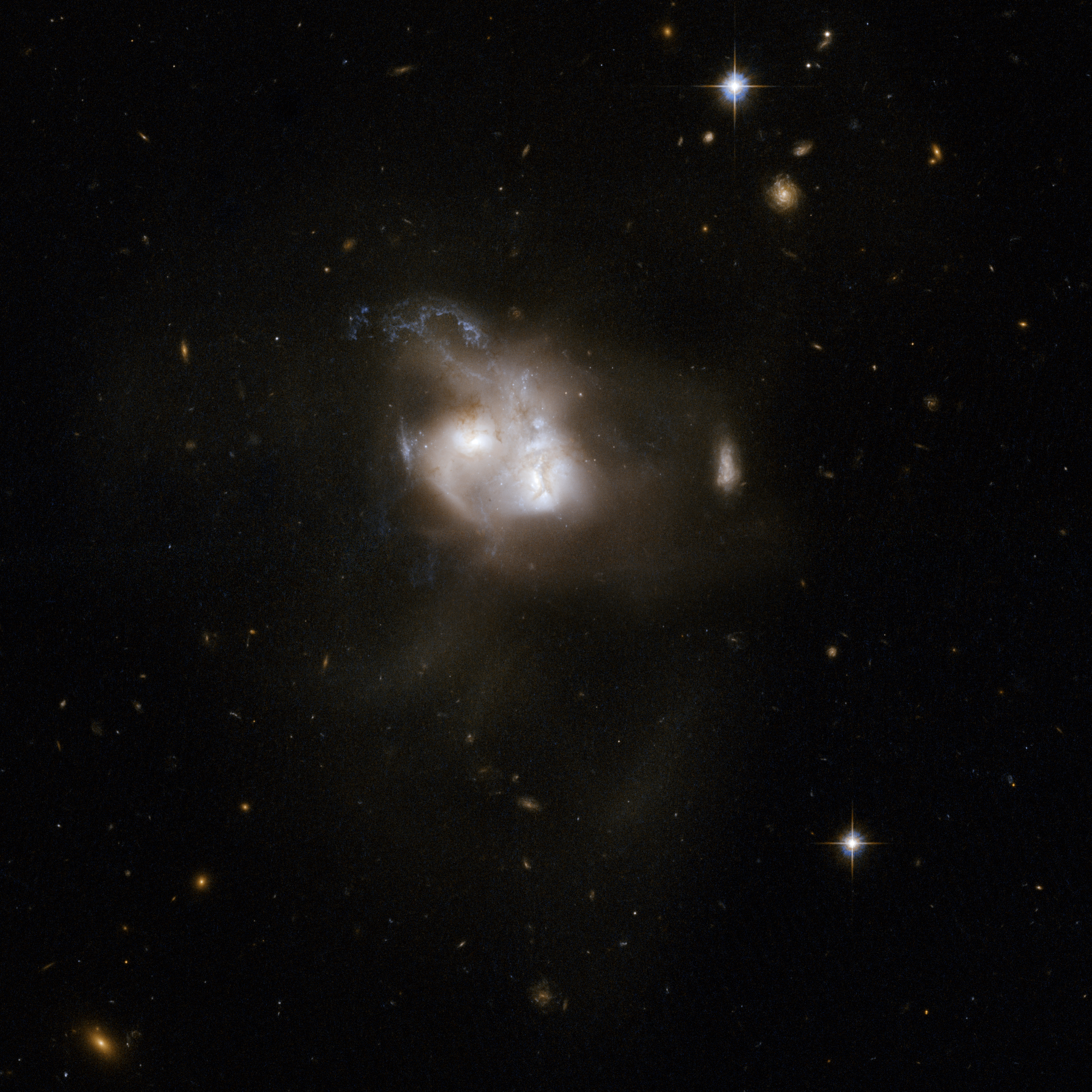
266
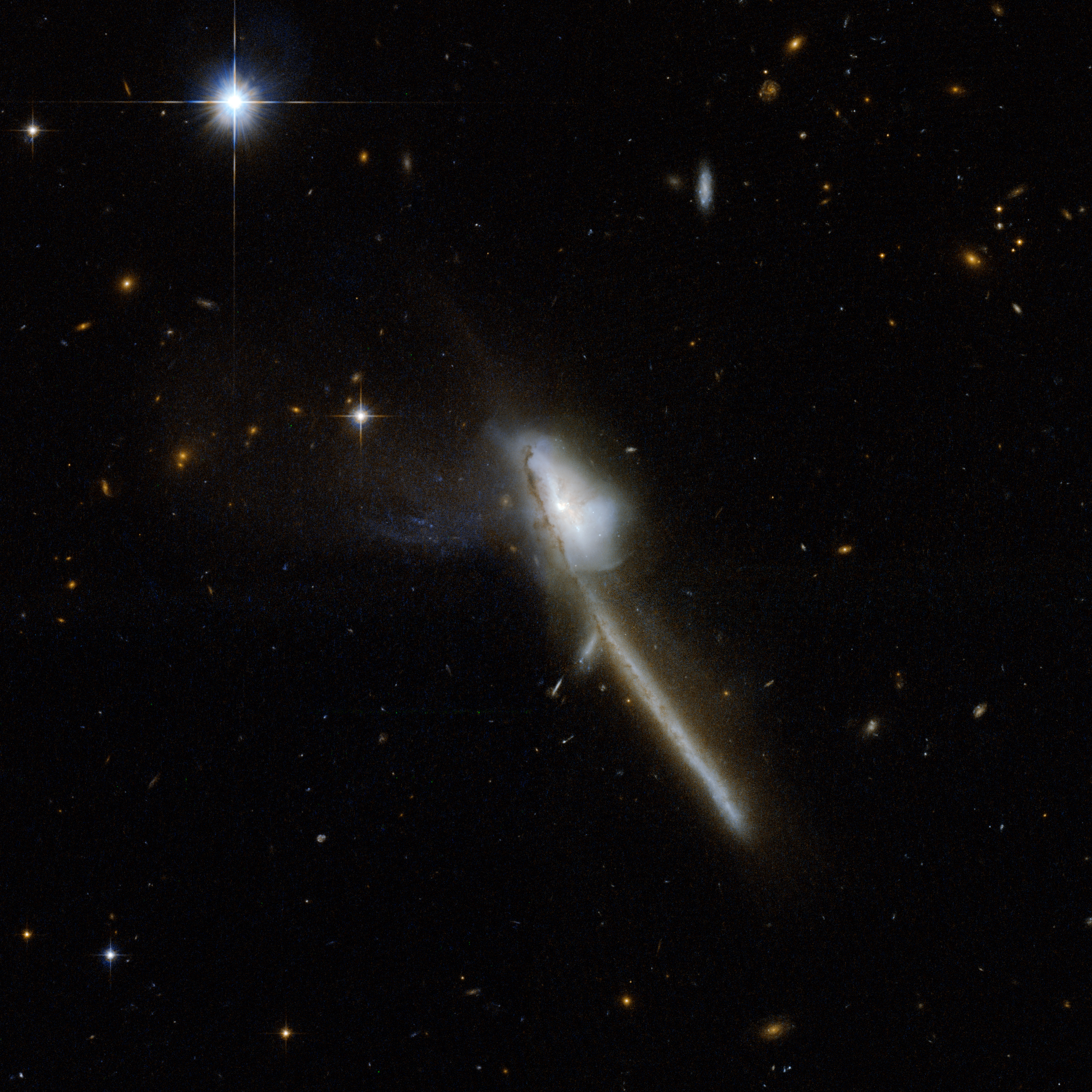
273
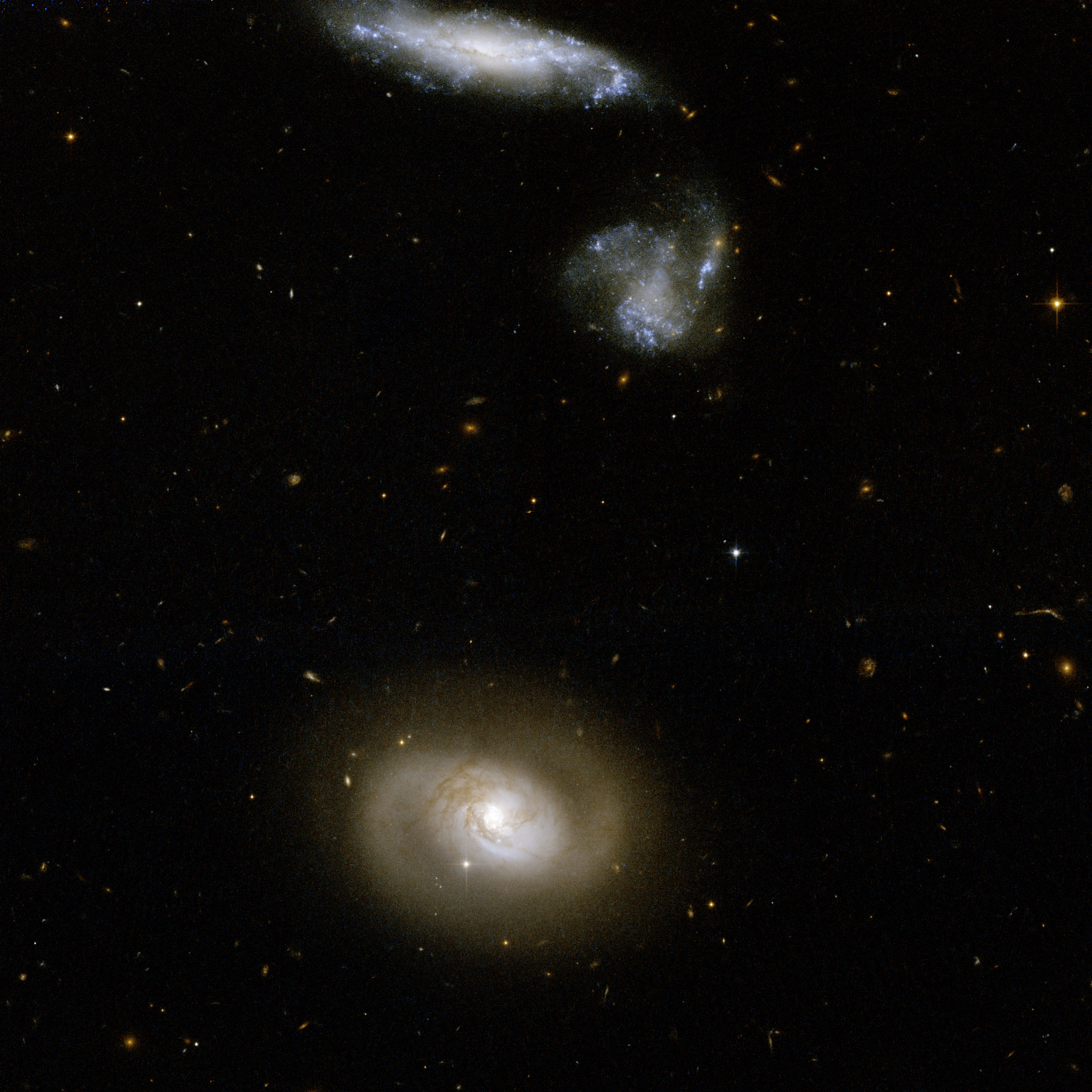
331
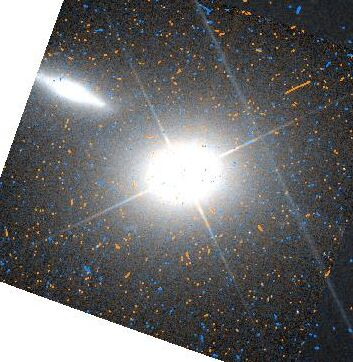
421
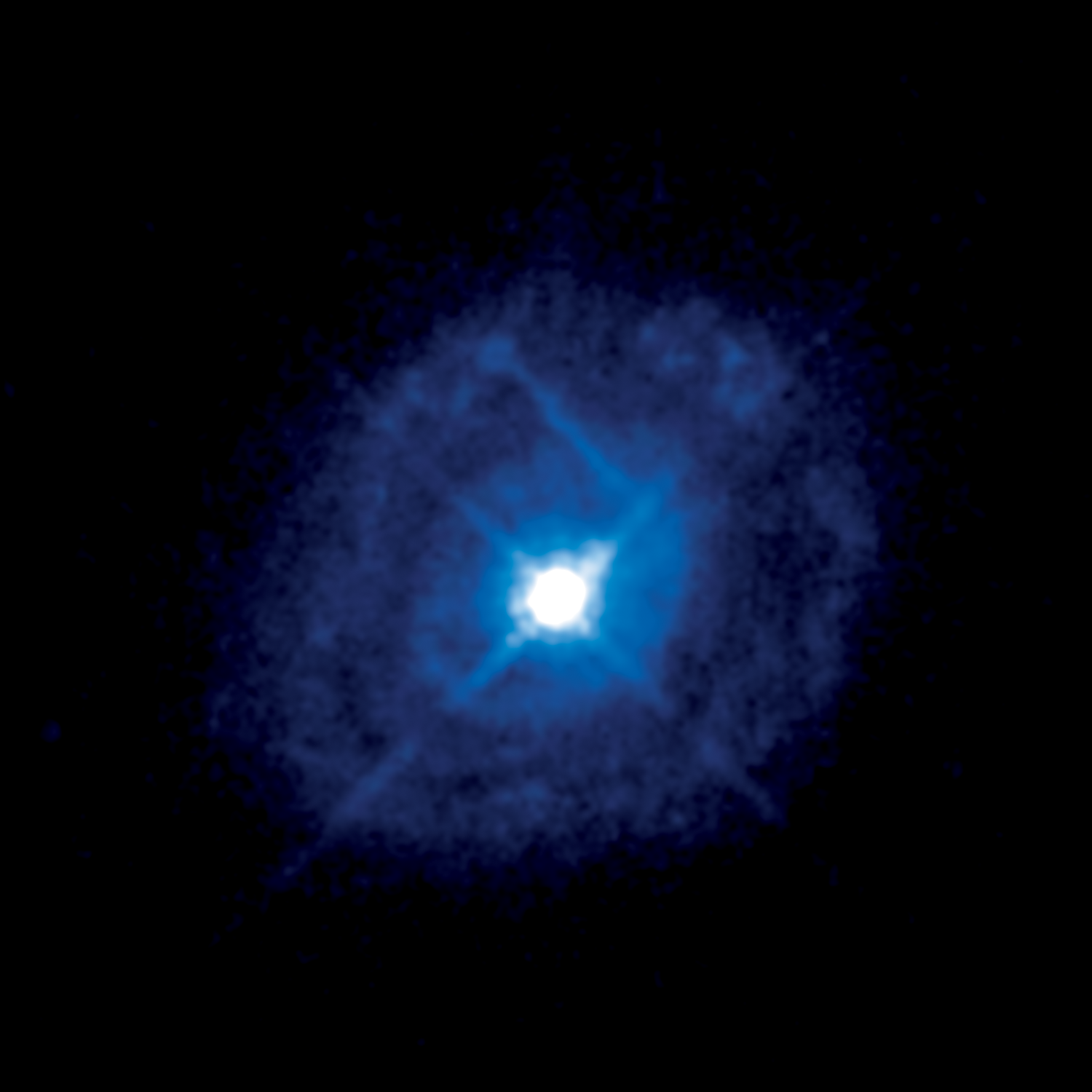
509
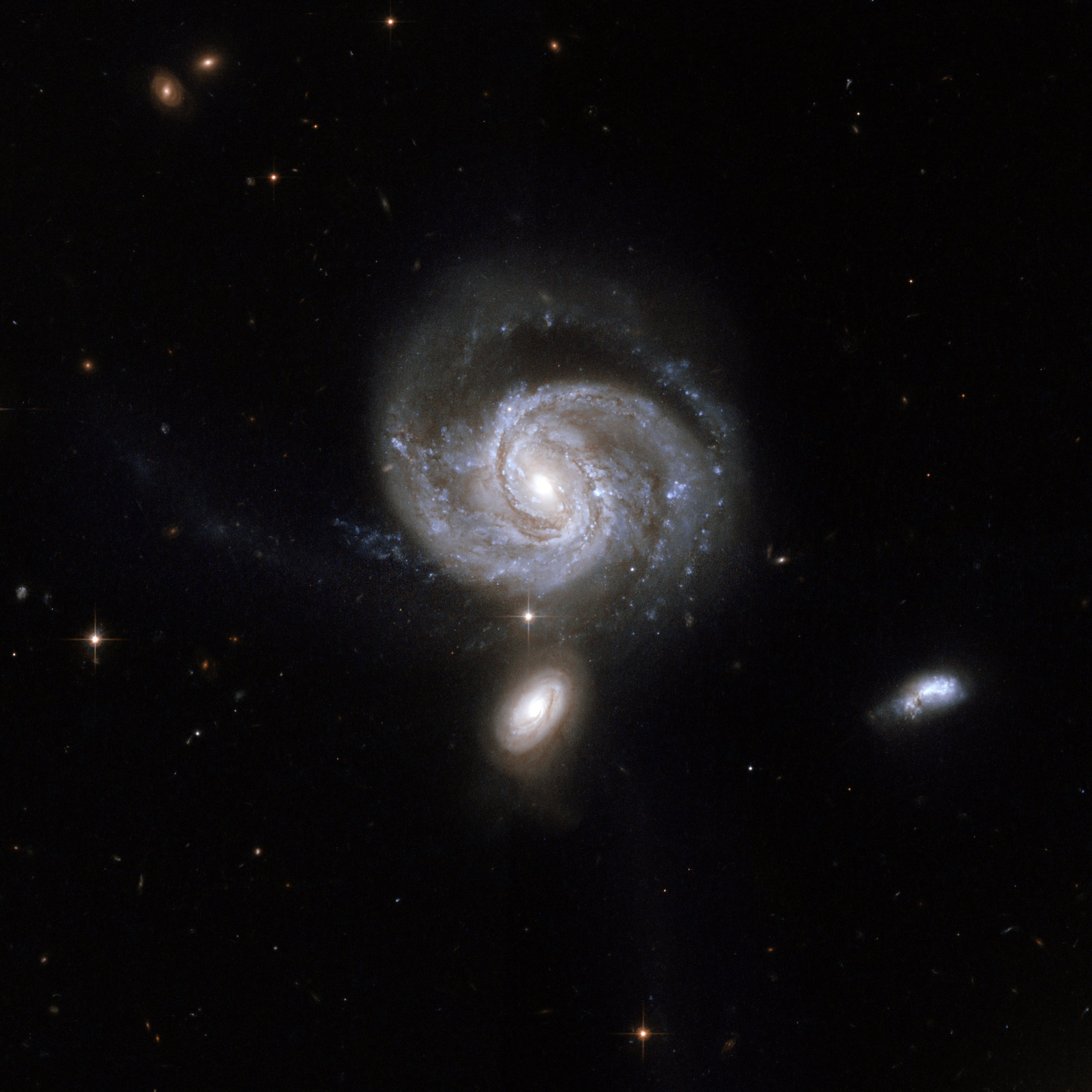
533
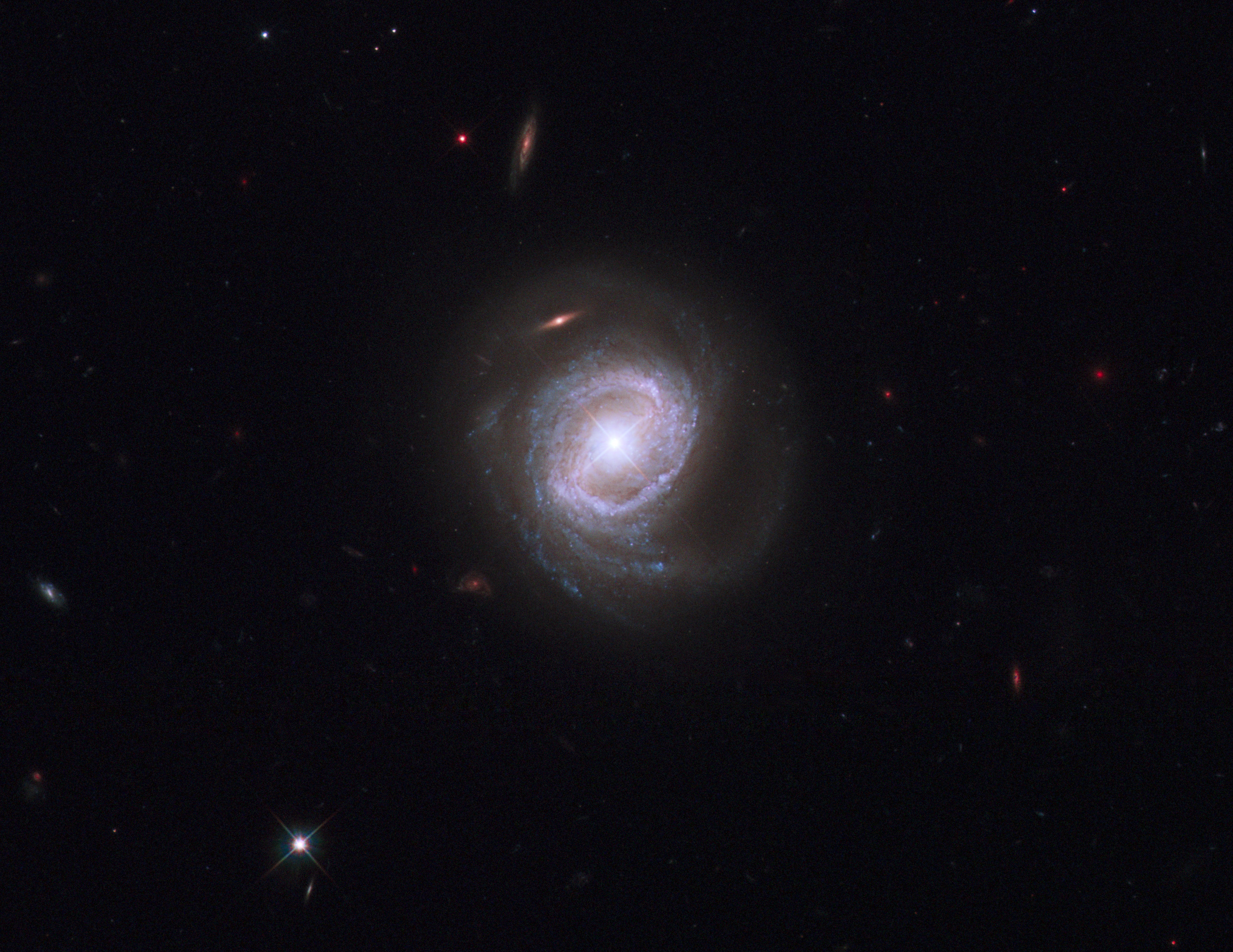
817
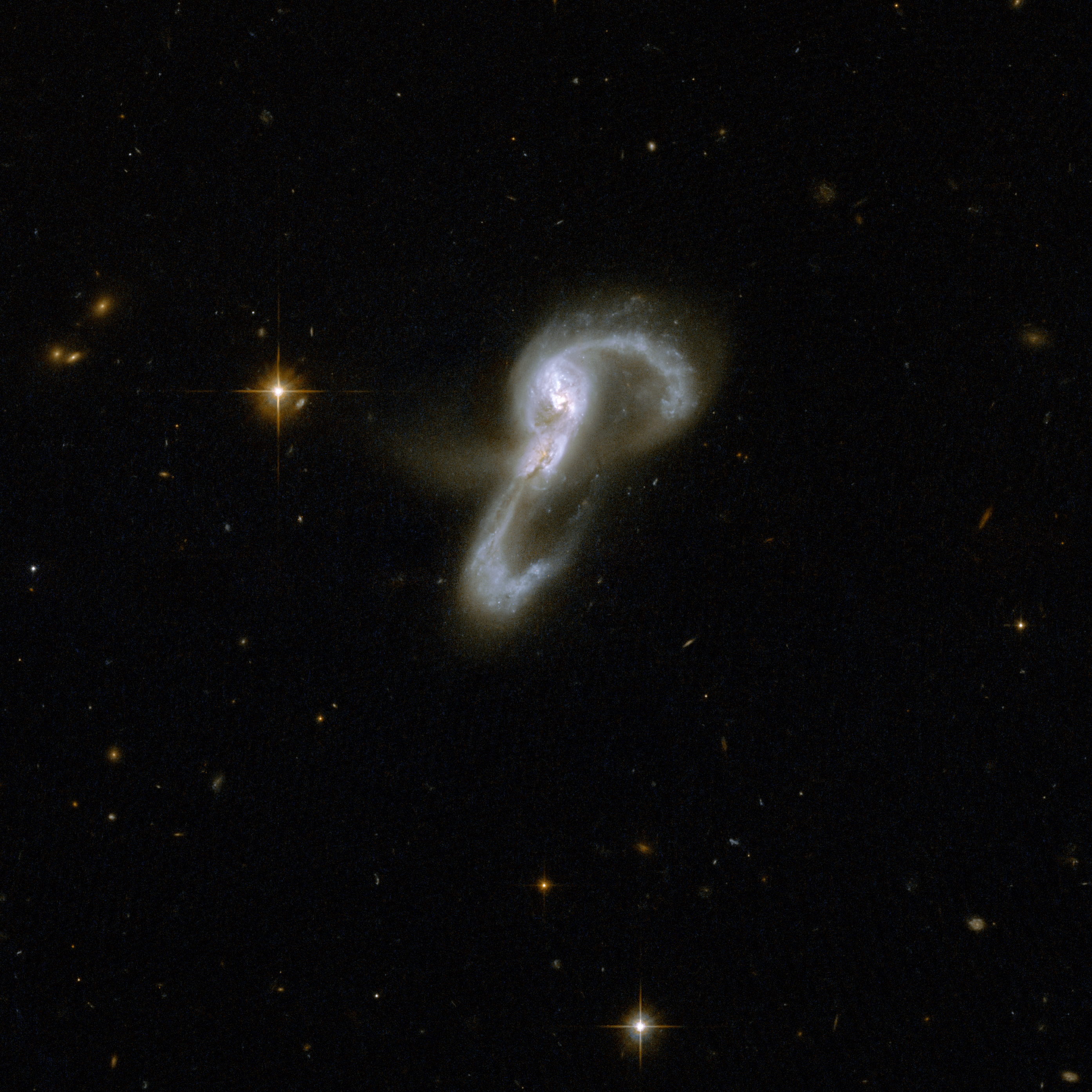
848